# Маттеуччи, Хуан
Хуан Маттеуччи (исп. Juan Matteucci Pirri; 9 февраля 1922, Фаэнца — 13 октября 1990) — чилийский и новозеландский дирижёр итальянского происхождения.
Сын виолончелиста Амилькаре Маттеуччи (1885—1944), ученика Франческо Серато, в 1922 году перебравшегося в Перу. Учился игре на виолончели у своего отца, в девятилетнем возрасте дебютировал в Лиме. Затем вместе с отцом переместился в Чили, где продолжил своё образование в Национальной консерватории. После смерти своего отца в 1944 году заменил его в составе Симфонического оркестра Чили. Брал уроки дирижирования у Виктора Тевы и Фрица Буша, затем прошёл мастер-класс Игоря Маркевича в Зальцбурге. В 1950 году совершенствовал своё мастерство на международных дирижёрских курсах в Милане под руководством Антонио Гуарньери, Антонино Вотто и Карло Марии Джулини.
С 1954 г. штатный дирижёр Симфонического оркестра Чили, в 1957—1962 гг. его главный дирижёр. Одновременно основатель (1955) и до 1964 г. музыкальный руководитель Филармонического оркестра Сантьяго. Затем в 1965—1969 гг. возглавлял Новозеландский симфонический оркестр, после чего до конца жизни работал в Новой Зеландии. В 1969—1980 гг. руководил симфоническим оркестром в Окленде.